# Поляци в Чехия
Поляците в Чехия (на полски: Polska mniejszość narodowa w Republice Czeskiej; на чешки: Polská národnostní menšina v České republice) са етническа група, призната за национално малцинство. Според преброяването на населението през 2011 година те са 39 269 души, или 0,37 % от населението на страната.
Те живеят предимно в областта Заолже, в западната част на Тешинска Силезия. Полската общност е единствената национално (или етническо) малцинство в Чехия, което е свързано с конкретен географски район. Заолже се намира в североизточната част на страната и се състои от окръг Карвина и източната част на окръг Фридек-Мистек. Много поляци, живеещи в други региони на Чешката република, имат корени в Заолже.

## История
През 19 век поляците са най-голямата етническа група в Тешинска Силезия, но в началото на 20 век чешкото население започва да нараства. Чехите и поляците си сътрудничат срещу германизацията на областта, но това сътрудничество престава след Първата световна война. През 1920 г. районът на Заолже е включена в пределите на Чехословакия след кратката Полско-чехословашка война. Оттогава полското население започва да намалява. През 1938 г. районът е анексиран от Полша в контекста на Мюнхенското споразумение, а през 1939 г. – от нацистка Германия. Районът е върнат на Чехословакия след Втората световна война. Полските организации са създадени отново, но са забранени от чехословашката Комунистическа партия. След Нежната революция полските организации възникват за пореден път и Заолже приема знаци на двата езика.

## Численост и дял

### Преброявания на населението

#### Численост
Численост на поляците според преброяването на населението през годините, по краеве:
|                       | 2001   | 2011   |
| --------------------- | ------ | ------ |
| Чехия                 | 51 968 | 39 269 |
| Височински край       | 258    | 194    |
| Злински край          | 436    | 320    |
| Карловарски край      | 357    | 253    |
| Краловохрадецки край  | 1844   | 1260   |
| Либерецки край        | 1924   | 1363   |
| Моравско-силезки край | 38 908 | 28 138 |
| Оломоуцки край        | 726    | 587    |
| Пардубицки край       | 677    | 621    |
| Пилзенски край        | 327    | 511    |
| Прага                 | 1486   | 1721   |
| Средночешки край      | 2144   | 1898   |
| Устецки край          | 1665   | 1100   |
| Южночешки край        | 459    | 358    |
| Южноморавски край     | 757    | 772    |

#### Дял
Дял на поляците според преброяването на населението през годините, по краеве (в %):
|                       | 2001  | 2011  |
| --------------------- | ----- | ----- |
| Чехия                 | 0.507 | 0.374 |
| Височински край       | 0.049 | 0.038 |
| Злински край          | 0.073 | 0.055 |
| Карловарски край      | 0.117 | 0.085 |
| Краловохрадецки край  | 0.334 | 0.229 |
| Либерецки край        | 0.449 | 0.315 |
| Моравско-силезки край | 3.064 | 2.333 |
| Оломоуцки край        | 0.113 | 0.093 |
| Пардубицки край       | 0.133 | 0.121 |
| Пилзенски край        | 0.059 | 0.089 |
| Прага                 | 0.127 | 0.135 |
| Средночешки край      | 0.191 | 0.147 |
| Устецки край          | 0.202 | 0.135 |
| Южночешки край        | 0.073 | 0.056 |
| Южноморавски край     | 0.067 | 0.066 |